# Davidijordania brachyrhyncha
Davidijordania brachyrhyncha és una espècie de peix de la família dels zoàrcids i de l'ordre dels perciformes.

## Morfologia
- Els mascles poden assolir 14,6 cm de longitud total.[3][4]

## Hàbitat
És un peix marí i de clima temperat que viu entre 0-300 m de fondària.

## Distribució geogràfica
Es troba al sud de la mar d'Okhotsk.

## Observacions
És inofensiu per als humans.